# Милованов, Михаил Вячеславович
Михаил Вячеславович Милованов (бел. Міхаіл Вячаслававіч Мілаванаў, 14 июня 1970, Минск, Белорусская ССР, СССР) — белорусский государственный и политический деятель.

## Биография
Родился Михаил 14 июня 1970 года в столице Белоруссии, городе Минск. Окончил Московский государственный институт культуры по специальности «Культурно-просветительная работа».
Работал на различных должностях Первого национального телеканала Белтелерадиокомпании и Закрытого Акционерного Общества телерадиокомпании «Ника-Телеком», г. Сочи. После работы на телерадиокомпании «Ника-Телеком» являлся Руководителем ОАО «Минские телевизионные информационные сети». До становления депутатом работал заместителем директора государственного учреждения «Музей истории г. Минска».
Являлся депутатом Палаты представителей Национального собрания Беларуси VI созыва. Округ: Кальварийский № 104. Отвечал за подготовку законопроекта «О ратификации Соглашения между Правительством Республики Беларусь и Правительством Федерации Сент-Китс и Невис о взаимной отмене виз».

## Награды
- Нагрудной знак «Отличник телевидения и радио»[1].

## Личная жизнь
Женат, воспитывает сына.